# Акалтынский район
Акалтынский район (узб. Oqoltin tumani / Оқолтин тумани) — административная единица в Сырдарьинской области Узбекистана. Административный центр — городской посёлок Сардоба.

## История
Акалтынский район был образован в 1971 году. Граница района менялась в 2004 году.

## Административно- территориальное деление
По состоянию на 1 января 2011 года в состав района входят:
- 2 городских посёлка:

1. Сардоба,
2. Фергана.

- 6 сельских сходов граждан:

1. Андижан,
2. Ахиллик,
3. Бустан,
4. Сардоба,
5. Фергана,
6. Шадлик.